# Гольмайо, Сельсо (младший)
Сельсито Гольмайо (исп. Celsito Golmayo) или Сельсо Гольмайо-и-де-ла-Торрьенте (исп. Celso Golmayo y de la Torriente, 22 января 1879, Гавана — 22 января 1924, Севилья) — кубинский и испанский шахматист, мастер, сын Сельсо Гольмайо, старший брат Мануэля Гольмайо.

## Биография
В 1897 году выиграл чемпионат Кубы. В турнире участвовали почти все сильнейшие шахматисты острова, кроме Гольмайо-старшего: А. Васкес, Э. Остоласа, Х. Корсо, М. Гольмайо. Результат произвел сенсацию, потому что в конце XIX века несовершеннолетние шахматисты практически не добивались таких успехов. Только через несколько лет юный Х. Р. Капабланка добьется еще более впечатляющего достижения, став чемпионом страны в 13 лет.
После провозглашения независимости Кубы переехал на родину отца в Испанию. Служил в кавалерии в звании капитана.
Время от времени продолжал участвовать в шахматных соревнованиях. В 1918 году в Сарагосе выиграл матч у чемпиона Арагона Хосе Хункосы Молинса со счетом 5 : 3 (+4-2=2). В 1921 году занял 2-е место в чемпионате Испании (победил М. Гольмайо).